# Contea di Linn (Kansas)
La contea di Linn in inglese Linn County è una contea dello Stato del Kansas, negli Stati Uniti. La popolazione al censimento del 2000 era di 9 570 abitanti. Il capoluogo di contea è Mound City.